# Shin Bum-chul
Shin Bum-chul ((신범철?, 申凡喆?); 27 settembre 1970) è un ex calciatore sudcoreano, di ruolo portiere.